# Cattedrale di Sessa Aurunca
La cattedrale dei Santi Pietro e Paolo è il principale luogo di culto cattolico di Sessa Aurunca, in provincia di Caserta, la quale fa parte della diocesi di Sessa Aurunca. È monumento nazionale italiano.

## Storia
Fu costruita nel 1113 riutilizzando in parte materiali di spoglio provenienti da antichi edifici d'epoca romana, e fu consacrata nel 1183; l'aspetto esterno attuale fu raggiunto nella prima metà del XIII secolo, quando furono aggiunti il portico e il finestrone posto nella parte alta della facciata. Rimase un edificio aderente allo stile Romanico fino alla metà del XVIII secolo, quando il vescovo Francesco Caracciolo d'Altamura lo fece ammodernare secondo i gusti e lo stile dell'epoca, il Barocco.

## Descrizione

### Facciata

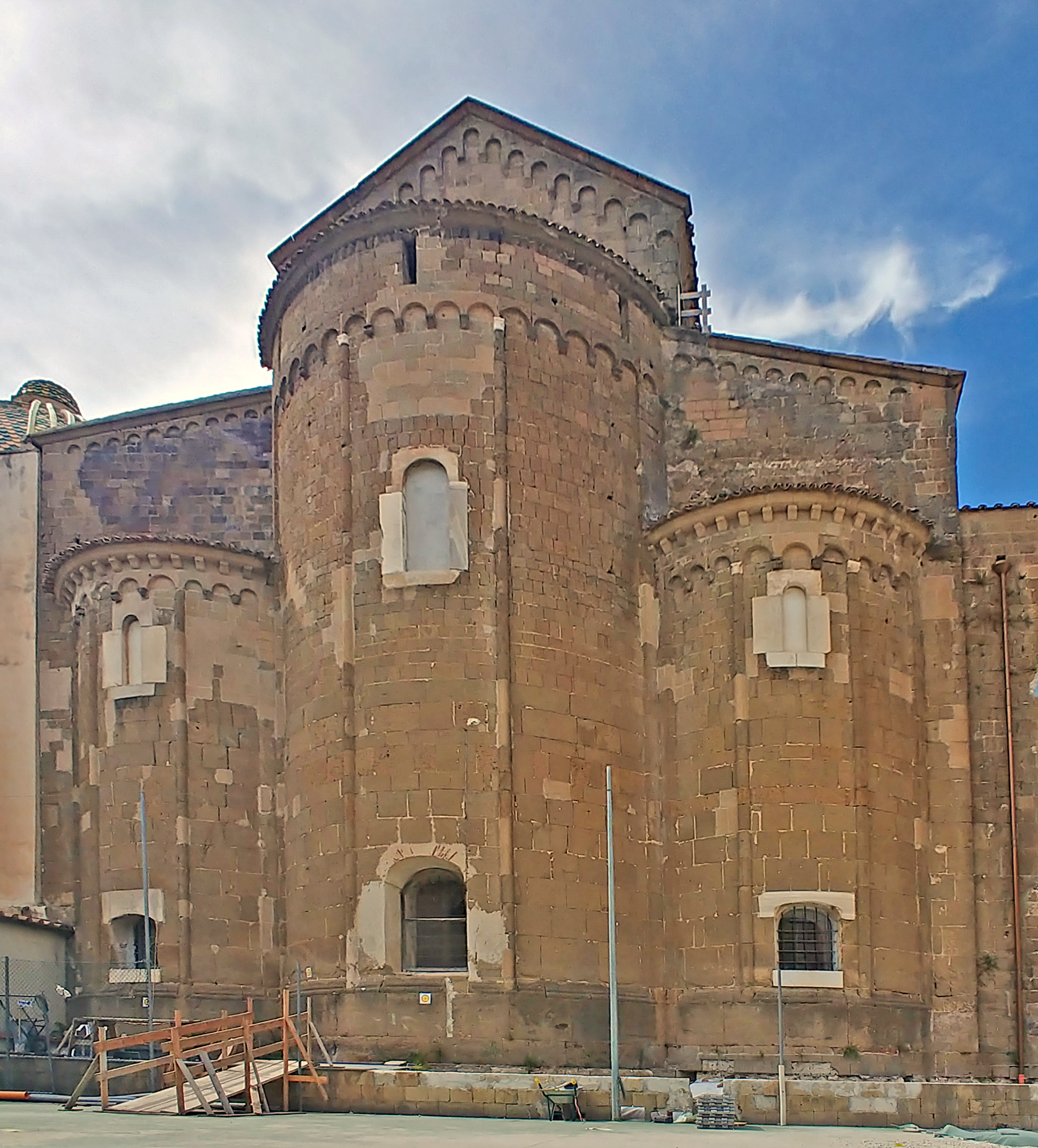
Esterno delle absidi

La facciata è caratterizzata da un grande portico che ne copre quasi completamente la visuale. La parte alta termina con un timpano con archetti pensili, al cui interno si trova un oculo in marmo. Nella parte sottostante è inserita la finestra, delimitata da un'edicola composta da due colonne, entrambe sorrette da leoni e terminanti con buoi. L'edicola contiene un bassorilievo raffigurante l’Agnus Dei.
Il portico sottostante è a tre arcate, suddivise da pilastri a cui sono addossate colonne di diversa grandezza e fattura. Tutto il portico è animato da una ricca decorazione scultorea; in particolare l'arcata centrale ogivale è contornata da rilievi marmorei con episodi tratti dalla vita dell'apostolo Pietro, mentre nell'arcata di destra, a tutto sesto come quella di sinistra, vi sono dei plutei con episodi tratti dal Genesi.
Nel portico si aprono tre portali. Nella lunetta della porta centrale è inserito un bassorilievo raffigurante Cristo tra i santi Pietro e Paolo su sfondo cosmatesco; la lunetta è poi impreziosita da rilievi marmorei con la raffigurazione di episodi dell'Antico testamento. Ai lati del portale centrale sono collocate due sculture, che un tempo sorreggevano altrettante colonne, raffiguranti una leonessa e un leone.
I muri perimetrali delle navate sono costruiti con grossi blocchi quadrangolari di calcare, probabilmente provenienti dalla pavimentazione del foro della Suessa romana.

### Interno

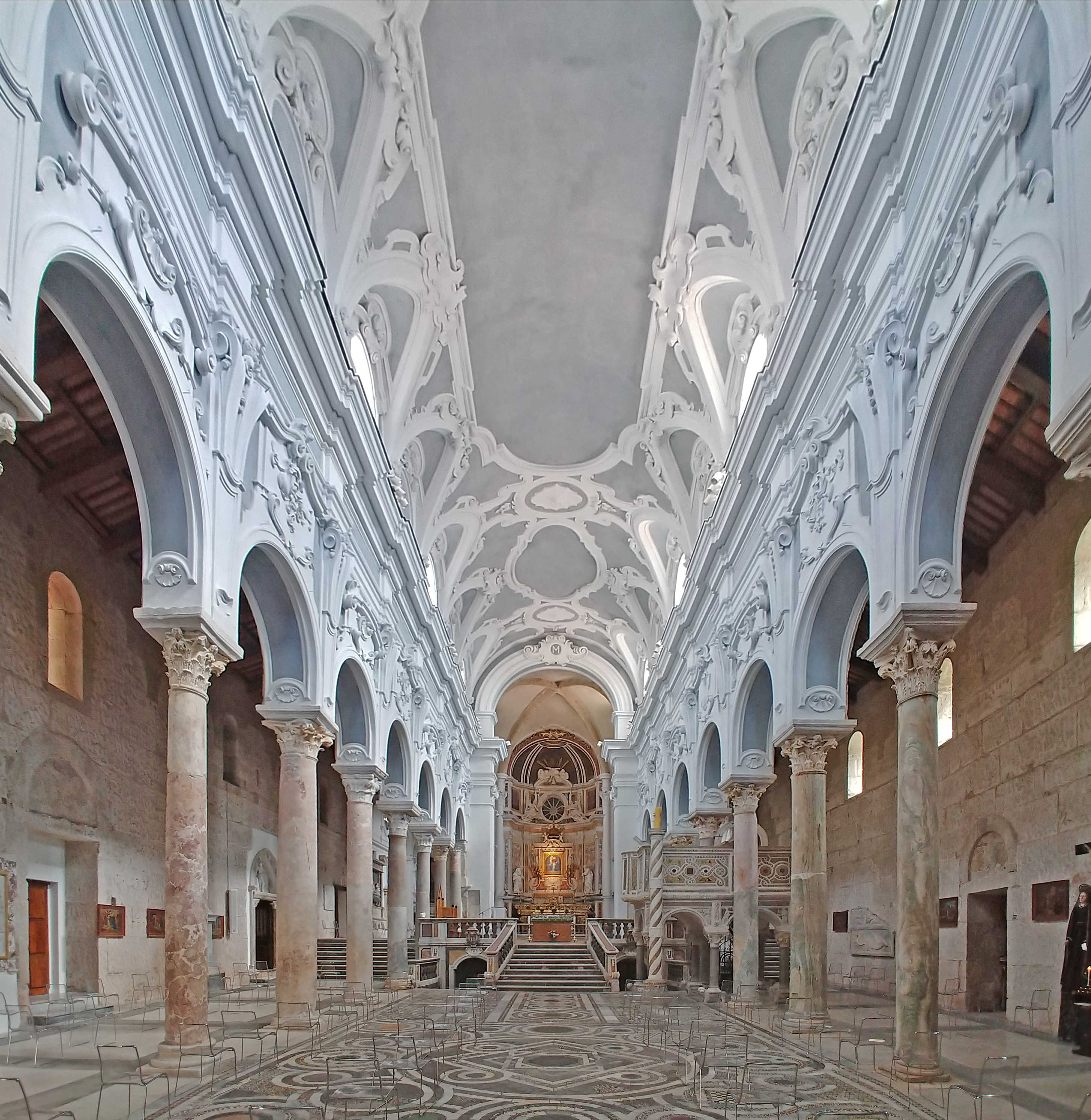
Interno

L'interno della cattedrale è a tre navate, suddivise da colonne romane con capitelli corinzi (di spoglio) e medioevali, per un numero totale di 18. Dell’edificio originale rimangono anche il pavimento cosmatesco, l'ambone e il candelabro per il cero pasquale. La controfacciata è oggi occupata dall'organo, sospeso su una balconata sorretta da colonne antiche, il cui parapetto è composto da resti di un secondo ambone.
Il pezzo artistico più pregiato di tutta la cattedrale è l'ambone, molto simile a un pulpito, edificato, come ricorda un'iscrizione, durante il vescovado di Pandolfo tra il 1224 e il 1259. Esso è costituito da sei colonne di granito poggianti su leoni stilofori e decorati da capitelli finemente lavorati. Le colonne sorreggono, tramite archi, la cassa dell'ambone, costituita da lastre mosaicate con elementi simbolici, vegetali e zoomorfi su sfondo dorato. Tutta la composizione è poi arricchita da figure umane: in particolare sono degne di nota due figure femminili, in posizione di cariatidi, ai lati dell'arco centrale, le figure di profeti dell'Antico testamento e la figura di un uomo avvolto da un serpente e afferrato per la testa da un'aquila.
Accompagna l'ambone il candelabro del cero pasquale. La colonna tortile è interrotta da tre fasce con bassorilievi: in quella inferiore sono scolpite figure umane in festa; nella fascia mediana un vescovo benedice un diacono prima che questi canti l'inno dell’Exultet durante la veglia pasquale; nella fascia superiore sono raffigurati Gesù, gli apostoli Pietro e Paolo e Casto, il santo martire di Sessa Aurunca.
Nella cattedrale di Sessa Aurunca assume un posto di rilievo l'attività dello scultore Pellegrino, o Peregrinus, che su modelli romanici innesta i nuovi modi del naturalismo protogotico nelle varie realizzazioni plastiche degli arredi interni. Vedi ambone e candelabro del cero pasquale (dove compare la firma dell'artista), Storie di Giona, il Discorso di Ninive, Giona espulso dalla balena.
Nella cappella barocca del Santissimo Sacramento si può ammirare la Comunione degli Apostoli, pregevole tela giovanile di Luca Giordano.
Al di sotto del presbiterio è la cripta, sostenuta da venti colonne di spoglio, con pavimento in mosaico.

## Galleria d'immagini

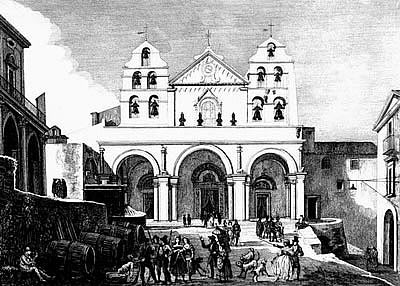
Facciata nel 1839
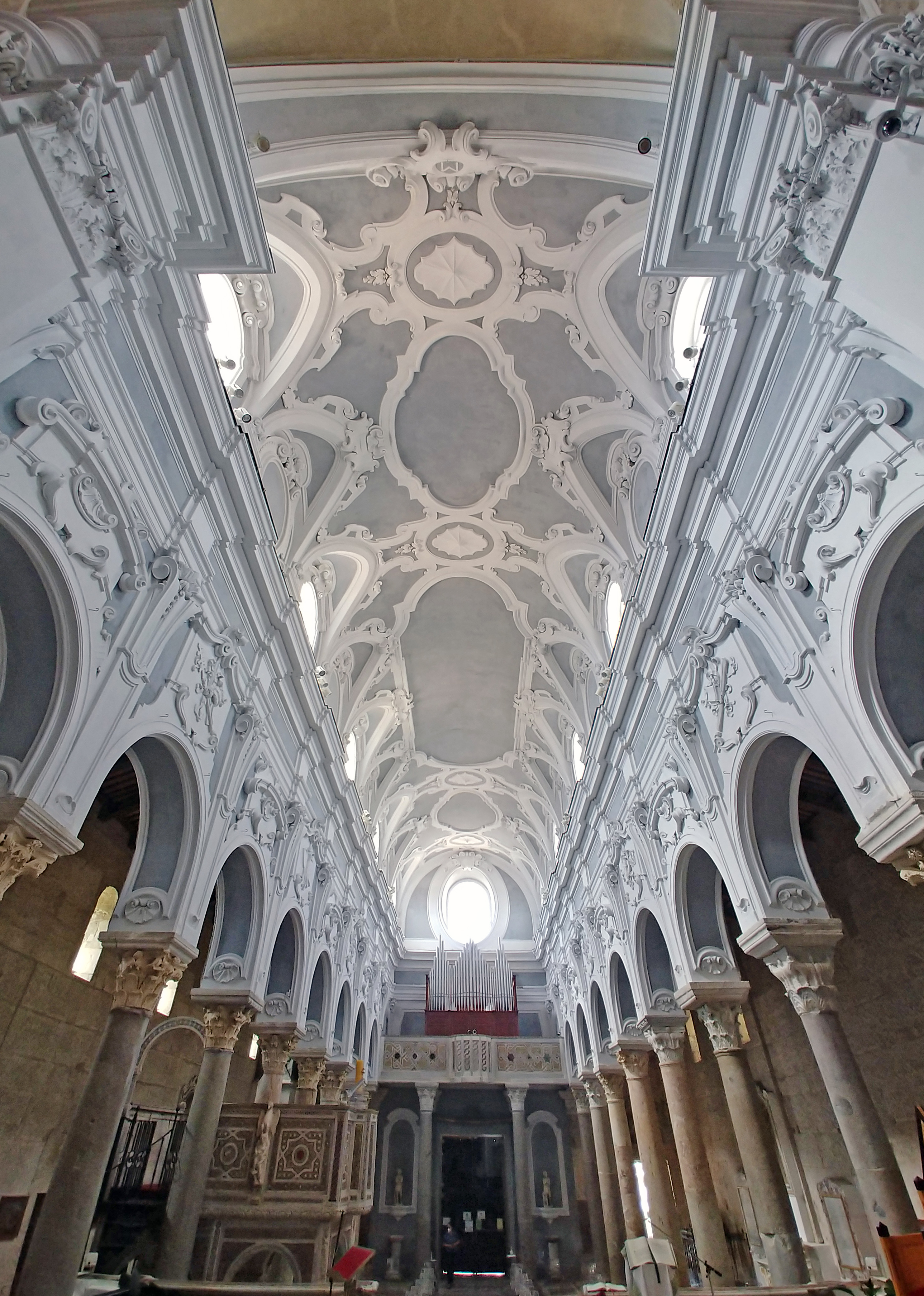
Interno verso la controfacciata
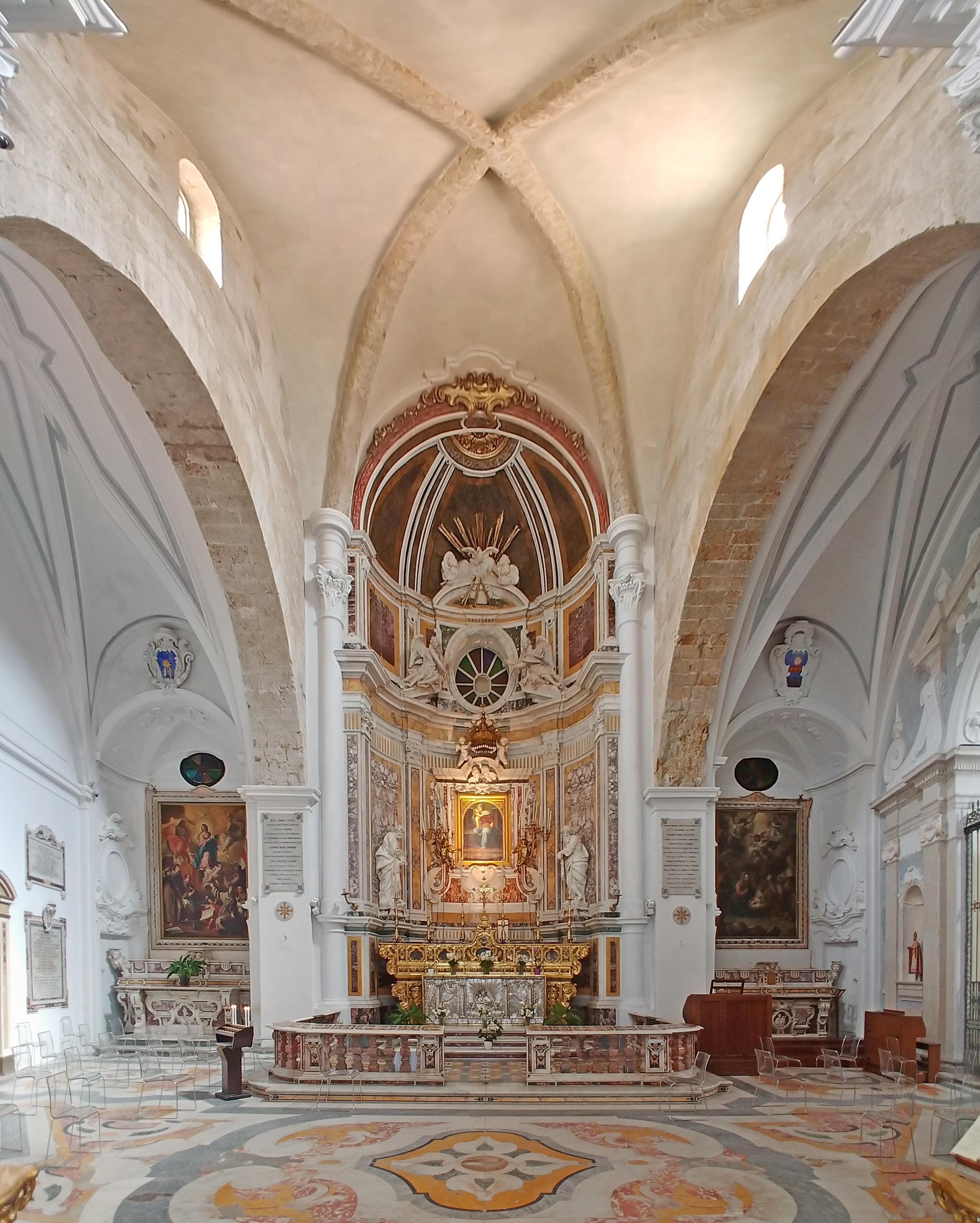
Interno delle absidi
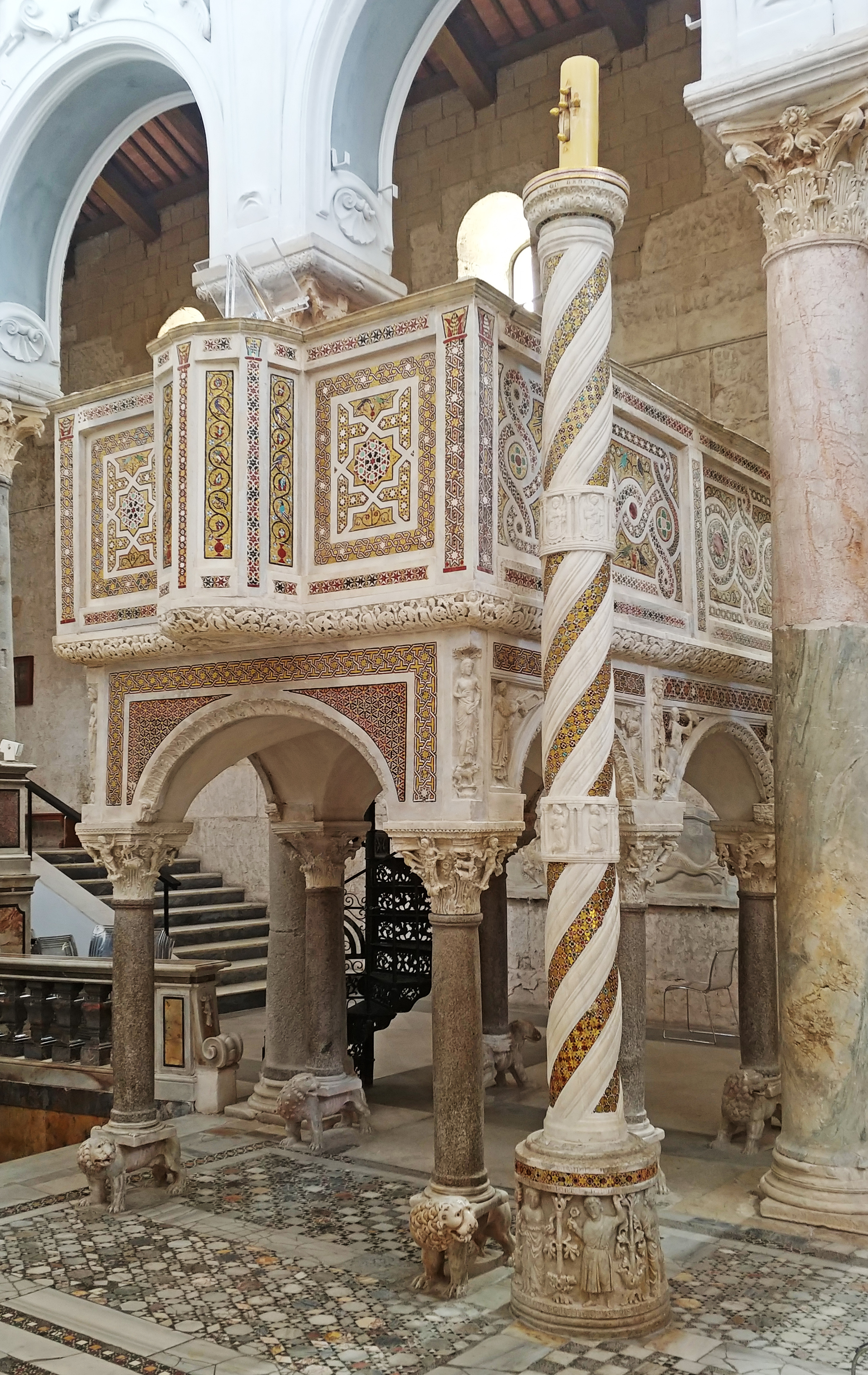
Ambone e candelabro del cero pasquale
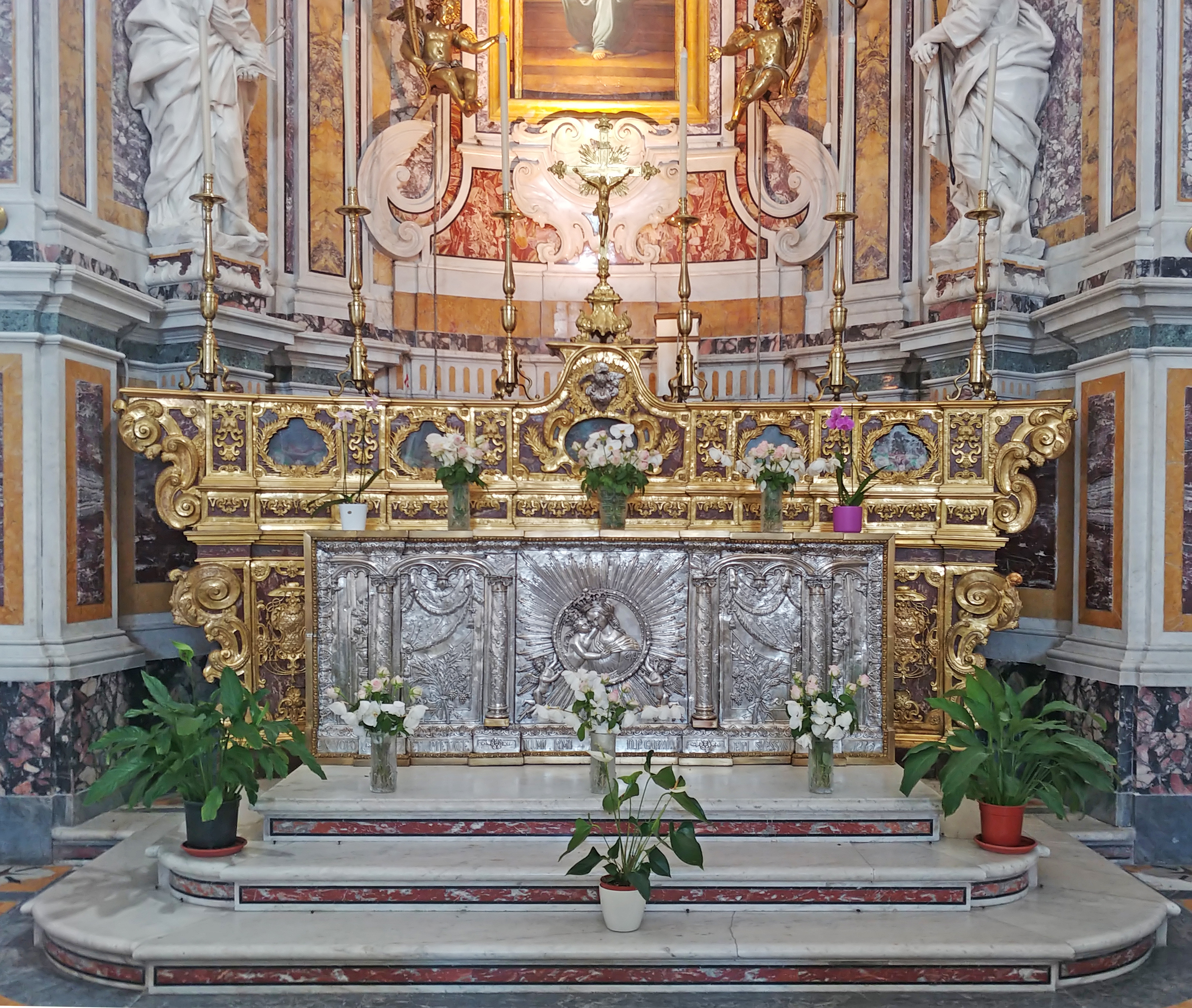
Altare maggiore barocco
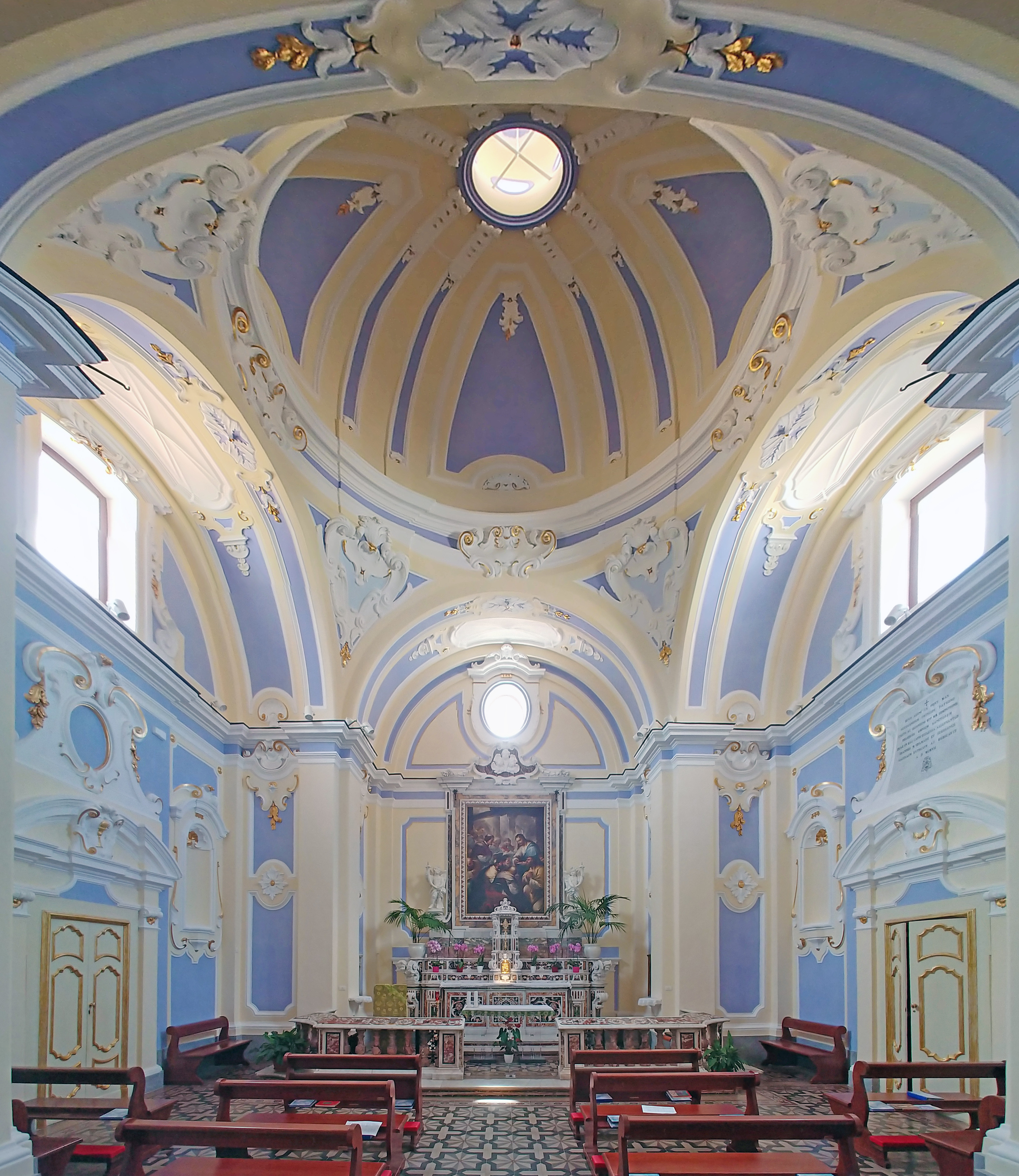
Cappella del Santissimo Sacramento
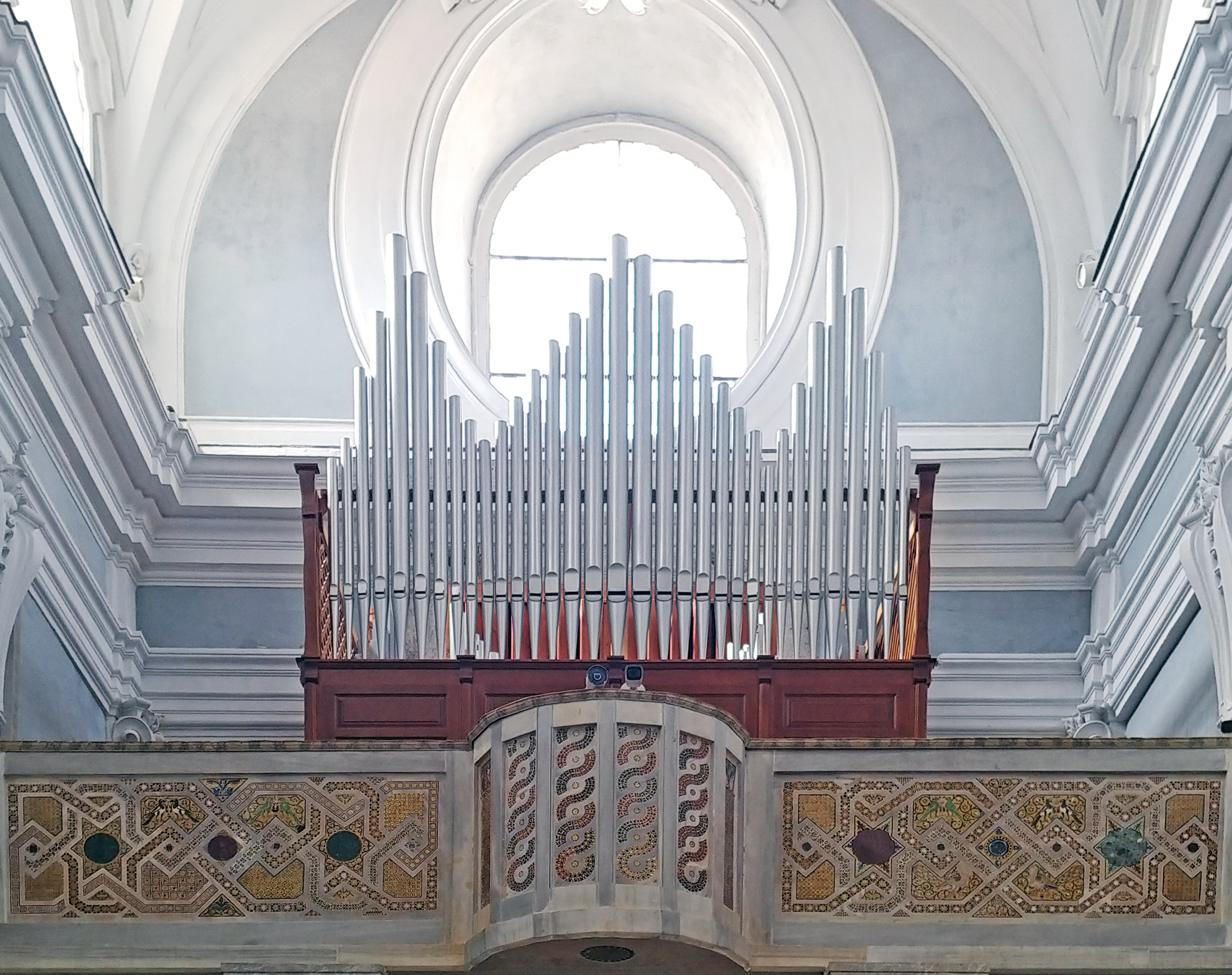
Organo a canne